# Adele Lewis Grant
Adele Gerard Lewis Grant (3 de julio de 1881 - 19 de junio de 1969) fue una feminista, botánica, profesora, taxónoma, conservadora, y exploradora estadounidense.

## Carrera
En 1903, obtuvo su B.Sc. en botánica por la Universidad de California en Berkeley. Y su M.Sc. y el Ph.D. en botánica por la Universidad Estatal de Washington.
Enseñó botánica durante varios años en la Facultad Huguenot en Wellington, Sudáfrica, mientras recogía plantas en varios países de ese continente: África tropical: Congo, República Democrática, Kenia central, Mozambique, Sudáfrica, Zimbabue ; continente americano: México, Estados Unidos.
Desarrolló actividades académicas y científicas en el Departamento de Ecología, Evolución y Biología de los Organismos, de la Universidad de California en Los Ángeles.
Es autora en la identificación y nombramiento de nuevas especies para la ciencia, a abril de 2016, posee 129 registros de especies nuevas para la ciencia, especialmente de la familia escrofulariáceas, y con énfasis en el género Mimulus y en menor grado Erythranthe, y Diplacus (véase más abajo el vínculo a IPNI).

## Algunas publicaciones
- adele gerard Lewis. 1976. News of Herbaria: The African Herbarium of Adele Lewis Grant, 2 p.

- ------------------------. 1940. Sea Shells Found in Orange County. Publicó Dave Henson, 24 p.

- ------------------------. 1938. A Monograph of the Genus Hemimeris. Annals of the Missouri Botanical Garden 25: 435 - 453.

- ------------------------. 1924. A Monograph of the Genus Mimulus. Annals of the Missouri Botanical Garden: 11: 99 - 388

### Libros
- . 1955.

## Honores
- 1901: cofunda con Agnes Frisius en el campus de la Universidad de Berkeley, la "Sociedad Prytanean" de honor colegiata de las primeras mujeres en la nación.[10] En un momento en que las mujeres estaban privadas de sus derechos legal y socialmente, la fundación de Prytanean fue un notabilísimo proyecto.[3]

### Eponimia
- Becas SDE/GWIS Adele Lewis Grant.[11]
- La abreviatura «A.L.Grant» se emplea para indicar a Adele Lewis Grant como autoridad en la descripción y clasificación científica de los vegetales.[12]